# Svatý Telemachus
Svatý Telemachus také Almachus nebo Almachius (4. století? – 391 nebo 404? Řím) byl mnich, který se podle historika Theodoreta z Kyrrhu snažil zastavit gladiátorské souboje v římském amfiteátru, přičemž byl ukamenován davem. Na křesťanského císaře Honoria jeho mučednická smrt zapůsobila a tak vydal zákaz gladiátorských zápasů. Poslední známý gladiátorský souboj se v Římě odehrál 1. ledna 404, v tento den je také uváděna Telemachova smrt. Frederick George Holweck uvádí datum jeho úmrtí rok 391.

## Životopis
Je popisován jako asketa, který do Říma přišel z východu. Jeho příběh je uveden ve spisech historika Theodoreta z Kyrrhu.
Ačkoli místem Telemachovy mučednidnické smrti je často uváděno římské Koloseum, Theodoret ve skutečnosti nespecifikoval, kde se to stalo, pouze napsal, že se to stalo na „stadionu“.
Pozdější převyprávění příběhu se od Theodoretova lišilo v řadě detailů. Kniha mučedníků Johna Foxe uvadí, že Telemachus byl nejprve k smrti ubodán gladiátorem, přičemž pohled na jeho smrt „obrátil srdce lidí“. Ve verzi příběhu, který vyprávěl Ronald Reagan v roce 1984, celý dav v tichosti odešel.
Existuje také alternativní forma příběhu, ve které se Telemachus v amfiteátru postavil a prohlásil ke shromáždění, aby přestalo uctívat modly a přinášet oběti bohům. Po vyslechnutí tohoto prohlášení prefekt města nařídil gladiátorům Telemacha zabít, načež gladiátoři nařízení okamžitě splnili.
Jeho svátek je Katolickou církví oslavován 1. ledna.